# Edotia transversa
Edotia transversa là một loài chân đều trong họ Idoteidae. Loài này được Menzies miêu tả khoa học năm 1962.